# Larinia jamberoo
Larinia jamberoo là một loài nhện trong họ Araneidae.
Loài này thuộc chi Larinia. Larinia jamberoo được miêu tả năm 2008 bởi Volker W. Framenau & Scharff.